# Octobre 2006 en sport
Cette page concerne l'actualité sportive du mois d'octobre 2006.

## Dimanche1eroctobre
- Cyclisme sur route : l'Espagnol Samuel Sánchez s'impose au Grand Prix de Zurich 2006 sous une pluie battante. Son compatriote Alejandro Valverde, absent sur cette course, est assuré de gagner l'UCI ProTour 2006.
- Escrime, championnats du monde à Turin : le Russe Stanislav Pozdniakov enlève le titre mondial du sabre masculin tandis que l'Italienne Margherita Granbassi se couvre d'or en fleuret féminin.
- Haltérophilie, championnats du monde : le Chinois Qiu Le obtient l'or en soulevant 140 kg + 168 kg = 308 kg. Suite de l'hégémonie chinoise avec la victoire chez les féminines de Yang Lian en 48 kg avec 98 kg + 119 kg = 217 kg.
- Rugby à XIII : les Brisbane Broncos remportent l'édition 2006 de la National Rugby League en s'imposant en finale au Telstra Stadium de Sydney 15-8 face au Melbourne Storm.
- Sport automobile : Grand Prix de Chine de  Formule 1 : l'Allemand Michael Schumacher s'impose sur Ferrari et revient à hauteur de l'Espagnol Fernando Alonso au classement général des pilotes à deux courses de la fin de la saison.
- Sport hippique : le cheval français Rail Link monté par Stéphane Pasquier remporte la 86e édition du Prix de l'Arc de Triomphe sur l'hippodrome de Longchamp à Paris.

## Lundi2 octobre
- Escrime, championnats du monde à Turin : le Chinois Wang Lei remporte le titre mondial de l'épée masculine tandis que l'Américaine Rebecca Ward remporte l'or en sabre féminin.
- Haltérophilie, championnats du monde : le Français Venceslas Dabaya devient champion du monde dans la catégorie des moins de 69 kg en soulevant 146 kg + 186 kg = 332 kg, soit 5 kg de mieux que son dauphin. C'est la première médaille d'or pour un Français dans des mondiaux d'haltérophilie depuis 1981.

## Mardi3 octobre
- Escrime, championnats du monde à Turin : l'Allemand  Peter Joppich remporte le titre mondial de l'épée masculine tandis que la Hongroise Timea Nagy remporte l'or en épée féminine.
- Haltérophilie, championnats du monde : la Chine poursuit sa moisson de titres mondiaux en enlevant les couronnes féminines en moins de 53 et en moins de 58 kg. Chez les hommes, le Turc Taner Sag(?r devient champion du monde des moins de 77 kg.

## Mercredi4 octobre
- Haltérophilie, championnats du monde : la Chinoise Quyang Xiaofang remporte le titre en moins de 63 kg tandis que la Russe Oxana Slivenko fait de même en moins de 69 kg.
- Hockey sur glace, LNH : ouverture de la saison 2006-2007 avec un revers d'entrée pour le champion en titre. Les Hurricanes de la Caroline sont battus 3-2 par les Sabres de Buffalo.

## Jeudi5 octobre
- Escrime, championnats du monde à Turin : décevants lors des épreuves individuelles, Les escrimeurs français se rattrapent en enlevant le titre mondial de l'épée masculine. Les féminines Russes gagnent en fleuret.
- Haltérophilie, championnats du monde : la Chinoise Cao Lei s'impose chez les moins de 75 kg ; le Belarus Andrei Rybakou gagne chez les moins de 85 kg.

## Vendredi6 octobre
- Escrime, championnats du monde à Turin : la France gagne l'or en sabre masculin tandis que la Chine s'impose en épée féminine.
- Haltérophilie, championnats du monde : le Kazakh Ilya Ilin gagne le titre mondial des moins de 94 kg.

## Samedi7 octobre
- Escrime, championnats du monde à Turin : la France gagne l'or en fleuret masculin et en sabre féminin.

## Dimanche8 octobre
- Cyclisme sur route : le Français Frédéric Guesdon s'impose au Paris-Tours en battant au sprint son compagnon d'échappée le Norvégien Kurt Asle Arvesen.
- Sport automobile, Grand Prix de Chine de  Formule 1 : l'Espagnol Fernando Alonso profite de l'abandon de son rival l'Allemand Michael Schumacher pour s'imposer. Il lui suffira de marquer un point lors du dernier grand-prix pour être sacré champion du monde. Au classement des constructeurs, Renault devance désormais Ferrari de 9 points.

## Samedi14 octobre
- Cyclisme, Tour de Lombardie : le nouveau champion du monde Paolo Bettini remporte l'épreuve en solitaire.

## Dimanche15 octobre
- Moto, Championnats du monde de vitesse : Valentino Rossi, deuxième derrière Toni Elias lors du grand prix du Portugal, profite de la chute de son rival Nicky Hayden, percuté par son coéquipier Daniel Pedrosa, pour prendre la tête du championnat avec 8 points d'avance. En 125 cm3 victoire de l'espagnol Alvaro Bautista alors que l'italien Andrea Dovizioso, en remportant la course 250 cm3, préserve le suspense dans cette catégorie où le titre se jouera entre lui et Jorge Lorenzo lors du dernier grand prix.
- Rallye automobile de Turquie : en réalisant le doublé, Ford prend la tête du championnat constructeur. Marcus Grönholm revient à 25 points de Sébastien Loeb absent.

## Mardi17 octobre
- Football, troisième journée de la Ligue des champions 2006-2007 :
  - Dynamo Kiev 0-3 Olympique lyonnais.
  - Steaua Bucarest 1-4 Real Madrid.
  - Celtic Glasgow 3-0 Benfica.
  - Manchester United 3-0 FC Copenhague.
  - FC Porto 4-1 Hambourg SV.
  - CSKA Moscou 1-0 Arsenal.
  - Lille OSC 3-1 AEK Athènes.
  - RSC Anderlecht 0-1 Milan AC.

## Mercredi18 octobre
- Football, troisième journée de la Ligue des champions 2006-2007 :
  - Chelsea 1-0 FC Barcelone.
  - Werder Brême 2-0 Levski Sofia.
  - Sporting Portugal 0-1 Bayern Munich.
  - Inter Milan 2-1 Spartak Moscou.
  - Girondins de Bordeaux 0-1 Liverpool.
  - Galatasaray 1-2 PSV Eindhoven.
  - Valence CF 2-0 Chakhtior Donetsk.
  - Olympiakos 0-1 AS Rome.

## Vendredi20 octobre
- Rugby à XV, première journée de la coupe d'Europe :
  - SU Agen - Edinburgh : 19-17
  - Ospreys - Sale Sharks : 17-16
  - London Irish - Llanelli Scarlets : 25-32
  - Border Reivers - Overmarch Parme : 35-3

## Samedi21 octobre
- Rugby à XV, première journée de la Coupe d'Europe :
  - Benetton Trévise - USA Perpignan : 10-25
  - Leinster - Gloucester RFC : 37-20
  - Rugby Calvisano - Stade français Paris : 10-45
  - CS Bourgoin-Jallieu - Cardiff RFC : 6-13
  - Ulster - Stade toulousain : 30-3

## Dimanche22 octobre
- Sport automobile:
  - Formule 1, Grand Prix automobile du Brésil : l'Espagnol Fernando Alonso remporte son deuxième titre consécutif de champion du monde de Formule 1 grâce à sa deuxième place derrière Felipe Massa, offrant également le titre constructeur à Renault. Michael Schumacher réalise un dernier festival pour son dernier grand prix: après être reparti de la 20e position après une crevaison, il termine au pied du podium après avoir effectué une chevauchée fantastique.
  - Champcar, Grand prix de Surfer Paradise : Sébastien Bourdais, en terminant 8e de l'avant dernière course, remportée par son compatriote Nelson Philippe, remporte le titre pour la troisième fois consécutive.
- Rugby à XV, première journée de la coupe d'Europe :
  - London Wasps - Castres olympique : 19-13
  - Leicester Tigers - Munster : 19-21
  - Biarritz olympique - Northampton Saints : 22-10

## Vendredi27 octobre
- Baseball : les Cardinals de Saint-Louis remportent le cinquième match des World Series en battant les Tigers de Detroit 4-2. Les Cardinals remportent les World Series avec 4 victoires à 1.
- Patinage artistique, Skate America : le Japonais Nobunari Oda remporte le grand prix masculin devant Evan Lysacek (USA) et Alban Préaubert (FRA).
- Rugby à XV, seconde journée de la coupe d'Europe :
  - Castres olympique - Benetton Rugby Trévise : 41-22
  - Sale Sharks - Rugby Calvisano : 67-11
  - Llanelli Scarlets - Ulster : 21-15

## Samedi28 octobre
- Patinage artistique, Skate America :
  - Danse sur glace : Albena Denkova/Maxim Staviski (BUL) remporte le grand prix devant Melissa Gregory/Denis Petukhov (USA) et Nathalie Péchalat/Fabian Bourzat (FRA).
  - Femmes : Miki Ando (JPN) remporte le grand prix devant Kimmie Meissner (USA) et Mao Asada (JPN).
  - Couples : Rena Inoue/John Baldwin (USA) remporte le grand prix devant Dorota Zagórska/Mariusz Siudek (POL) et Naomi Nari Nam/Themistocles Leftheris (USA).
- Rugby à XV, seconde journée de la coupe d'Europe :
  - USA Perpignan - London Wasps : 19-12
  - Gloucester RFC - SU Agen : 26-32
  - Stade français Paris - Ospreys : 27-14
  - Munster - CS Bourgoin-Jallieu : 41-23
  - Rugby Parme - Biarritz olympique : 7-50
  - Northampton Saints - Border Reivers : 37-13

## Dimanche29 octobre
- Moto, Championnats du monde de vitesse : Nicky Hayden, grâce à sa troisième place lors du grand prix de Valence et à la chute de son rival pour le titre Valentino Rossi, remporte le titre mondial de la catégorie MotoGP. Le grand prix est remporté par l'australien Troy Bayliss sur Ducati. En 250 cm3, le titre revient à l'espagnol Jorge Lorenzo, la victoire revenant à Alex De Angelis. En 125 cm3, victoire de l'espagnol Faubel, le titre revenant à Alvaro Bautista.
- Rallye automobile d'Argentine: le français Sébastien Loeb devient champion du monde des rallye pour la troisième fois consécutive. Il bénéficie de la sortie de route de son rival Marcus Grönholm lors de la première étape et qui ne peut finir mieux que 5e. C'est le coéquipier de celui-ci chez Ford, Mikko Hirvonen qui remporte le rallye.
- Rugby à XV, seconde journée de la coupe d'Europe :
  - Edinburgh - Leinster : 25-24
  - Cardiff Blues - Leicester Tigers : 17-21
  - Stade toulousain - London Irish : 37-17
- Voile : départ de la huitième édition de la Route du Rhum.

## Mardi31 octobre
- Football, quatrième journée de la Ligue des champions 2006-2007 :
  - FC Barcelone 2-2 Chelsea ;
  - Levski Sofia 0-3 Werder Brême ;
  - Bayern Munich 0-0 Sporting Portugal ;
  - Spartak Moscou 0-1 Inter Milan ;
  - Liverpool 3-0 Girondins de Bordeaux ;
  - PSV Eindhoven 2-0 Galatasaray;
  - Chakhtior Donetsk 2-2 Valence CF ;
  - AS Rome 1-1 Olympiakos.

## Principaux rendez-vous sportifs du mois d'octobre 2006
- 26 septembre au 1er octobre : Championnats du monde de lutte à Guangzhou.
- 29 septembre au 7 octobre : Championnats du monde d'escrime à Turin.
- 1er octobre : formule 1, Grand Prix de Chine à Shanghai.
- 1er octobre : Sport hippique, 85e Prix de l'Arc de Triomphe sur l'hippodrome de Longchamp, Paris.
- 8 octobre : formule 1, Grand Prix du Japon à Suzuka.
- 8 octobre : cyclisme, Paris-Tours.
- 13 au 15 octobre : rallye, Rallye de Turquie.
- 14 octobre : cyclisme, Tour de Lombardie.
- 14 au 22 octobre : gymnastique, Championnats du monde de gymnastique à Aarhus.
- 15 octobre : moto, Grand Prix du Portugal à Estoril.
- 16 au 22 octobre : tennis, Masters de Madrid à Madrid.
- 17 et 18 octobre : football, Ligue des champions (3e journée).
- 22 octobre : formule 1, Grand Prix du Brésil à São Paulo.
- 26 au 29 octobre : Skate America à Hartford, Connecticut.
- 27 au 29 octobre : rallye, Rallye d'Australie.
- 29 octobre : moto, Grand Prix d'Espagne à Valence.
- 29 octobre : voile, Départ de la Route du Rhum à Saint-Malo.
- 29 octobre : semi-marathon de Marseille-Cassis.
- 30 octobre au 5 novembre : tennis, Masters de Paris-Bercy à Paris.
- 31 octobre et 1er novembre : football, Ligue des champions (4e journée).
- 31 octobre au 16 novembre : volley-ball, Championnat du monde de volley-ball féminin au Japon.